# Sun Yiwen
Sun Yiwen (chinesisch 孙一文, Pinyin Sūn Yīwén; * 17. Juni 1992 in Qixia) ist eine chinesische Degenfechterin.

## Karriere
Sun Yiwen begann 2006 mit dem Fechtsport. Die Linkshänderin wurde 2015 in Singapur, 2017 in Hongkong und 2018 in Bangkok mit der Mannschaft Asienmeister, sowie 2014, 2016 und 2019 Vizeasienmeister. Im Einzel erfocht sie 2017 Bronze. Bei Asienspielen gewann sie 2014 in Incheon und 2018 in Jakarta mit der Mannschaft jeweils die Goldmedaille, zudem holte sie 2018 Silber im Einzelwettbewerb. Mit der Mannschaft war Sun auch bei Weltmeisterschaften erfolgreich. So gehörte sie zur Equipe, die 2017 in Leipzig Bronze und 2018 in Wuxi Silber gewann.
Bei den Olympischen Spielen 2016 in Rio de Janeiro erreichte sie im Einzel das Halbfinale, in dem sie Rossella Fiamingo mit 11:12 unterlag. Im Gefecht um Platz drei setzte sie sich anschließend gegen Lauren Rembi mit 15:11 durch und sicherte sich so die Bronzemedaille. Mit der Mannschaft, die neben Sun aus Hao Jialu, Xu Anqi und Sun Yujie bestand, stand sie nach Siegen gegen die Ukraine und Estland im Finale gegen Rumänien, welches mit 38:44 verloren ging. Sun blieb damit die Silbermedaille. Bei den 2021 ausgetragenen Olympischen Spielen 2020 in Tokio setzte sich Sun im Finale gegen die Rumänin Ana Maria Popescu mit 11:10 in der Overtime durch und wurde erstmals Olympiasiegerin. Bei den 2023 ausgetragenen Asienspielen 2022 in Hangzhou gewann sie mit der Mannschaft die Bronzemedaille. Bei den Olympischen Sommerspielen 2024 in Paris verlor sie im Einzel ihr Gefecht in der zweiten Runde mit 13:14 gegen die Japanerin Miho Yoshimura.